# Stazione di Asti
A Stazione di Asti vasútállomás Olaszországban, Asti településen, évi közel hatmillió utast szolgál ki.

## Vasútvonalak
Az állomást az alábbi vasútvonalak érintik:
- Torino–Genova-vasútvonal
- Chivasso-Asti-vasútvonal
- Castagnole-Asti-Mortara-vasútvonal
- Asti–Castagnole delle Lanze-vasútvonal
- Asti–Genova-vasútvonal

## Kapcsolódó állomások

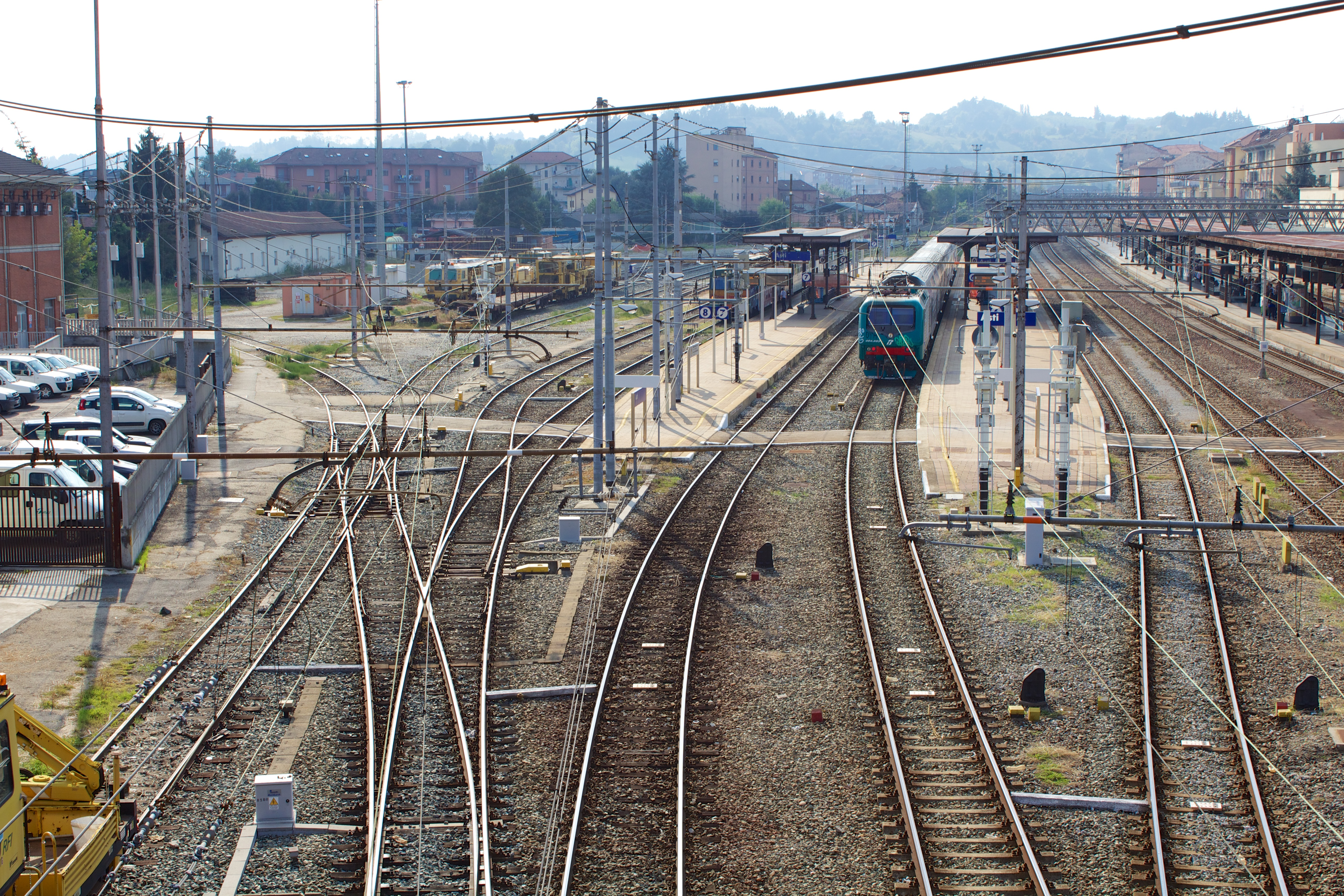
A vágányok madártávlatból

A vasútállomáshoz az alábbi állomások vannak a legközelebb:
- Stazione di San Damiano d'Asti (Stazione di Caselle Aeroporto, Torino–Genova-vasútvonal, Linea SFM6)
- Stazione di Castello d'Annone (Torino–Genova-vasútvonal)
- Sessant railway station (Chivasso-Asti-vasútvonal)
- Casa dei Coppi railway halt (Castagnole-Asti-Mortara-vasútvonal)
- Asti Boana railway halt (Asti–Castagnole delle Lanze-vasútvonal)
- San Marzanotto Rivi railway halt (Asti–Genova-vasútvonal)

## Szolgáltatások
- Jegykiadó ablak
- Önkiszolgáló jegyváltó
- Higiéniai szolgáltatások
- Váróterem

## Bibliográfia
- Domenico Testa: Vicende storiche della stazione di Asti, Tipografia Minigraf, 1985

## Fordítás
Ez a szócikk részben vagy egészben  a   Stazione di Asti című olasz Wikipédia-szócikk ezen változatának fordításán alapul.  Az eredeti cikk szerkesztőit annak laptörténete sorolja fel. Ez a jelzés csupán a megfogalmazás eredetét és a szerzői jogokat jelzi, nem szolgál a cikkben szereplő információk forrásmegjelöléseként.